# Буру
Буру (инд. Buru) једно је од Молучких острва. Смештено је између Бандског мора на југу и Серамског мора на северу, западно од Амбона и Серамских острва. Припада провинцији Молуци. На њему се налазе два округа Буру и Јужни Буру, са административним центрима Намлеа и Намроле. На острву живи 161.828 људи.